# Международный аэропорт имени Камузу
Международный аэропорт Камузу (англ. Kamuzu International Airport) (ИАТА: LLW, ИКАО: FWKI) — международный аэропорт, обслуживающий Лилонгве, столицу Малави. Он также известен как международный аэропорт Лилонгве.

## История
Аэропорт был построен в 1977 году компанией «Nello L. Teer», куда были переведены большинство операций авиакомпаний из старого аэропорта Лилонгве, расположенного примерно в 6 км к западу от центра города. Принадлежит компании Airport Developments Limited.
В 1990-х у Лилонгве были регулярные пассажирские перевозки в Европу. British Airways и KLM предлагали рейсы с одной пересадкой в Лондон и Амстердам соответственно.

## Характеристики
Аэропорт находится на высоте 1230 м над средним уровнем моря. У него есть одна взлетно-посадочная полоса 14/32 с асфальтовым покрытием размером 3540 × 45 метров.